# Cedar Crest (Oklahoma)
Cedar Crest és una concentració de població designada pel cens dels Estats Units a l'estat d'Oklahoma. Segons el cens del 2000 tenia 308 habitants.

## Demografia
Segons el cens del 2000, Cedar Crest tenia 308 habitants, 109 habitatges, i 78 famílies. La densitat de població era de 20,6 habitants per km².
Dels 109 habitatges en un 39,4% hi vivien nens de menys de 18 anys, en un 53,2% hi vivien parelles casades, en un 9,2% dones solteres, i en un 28,4% no eren unitats familiars. En el 21,1% dels habitatges hi vivien persones soles el 7,3% de les quals corresponia a persones de 65 anys o més que vivien soles. El nombre mitjà de persones vivint en cada habitatge era de 2,83 i el nombre mitjà de persones que vivien en cada família era de 3,35.
Per edats la població es repartia de la següent manera: un 33,4% tenia menys de 18 anys, un 7,1% entre 18 i 24, un 31,2% entre 25 i 44, un 21,4% de 45 a 60 i un 6,8% 65 anys o més.
L'edat mediana era de 31 anys. Per cada 100 dones de 18 o més anys hi havia 107,1 homes.
La renda mediana per habitatge era de 26.053 $ i la renda mediana per família de 26.125 $. Els homes tenien una renda mediana de 44.167 $ mentre que les dones 21.979 $. La renda per capita de la població era de 15.663 $. Entorn del 24,3% de les famílies i el 30% de la població estaven per davall del llindar de pobresa.

## Poblacions més properes
El següent diagrama mostra les poblacions més properes.